# 巴高達運動
巴高達運動（Bagaudae）是罗马帝国晚期开始于三世纪危机的农民起义和叛乱，多发生在受罗马同化程度较少的高卢和西班牙地区，运动一直持续至西罗马帝国灭亡，极大地削弱了当地罗马帝国的权力基础。